# پنتامتیل‌سیکلوپنتادی‌انیل ایریدیم دی‌کلرید دیمر
پنتامتیل‌سیکلوپنتادی‌انیل ایریدیم دی‌کلرید دیمر (به انگلیسی: Pentamethylcyclopentadienyl iridium dichloride dimer) با فرمول شیمیایی C۲۰H۳۰Cl۴Ir۲ یک ترکیب شیمیایی است. که جرم مولی آن ۷۹۶٫۷۱ g/mol می‌باشد. شکل ظاهری این ترکیب، جامد نارنجی است.